# Archicofradía Sacramental de la Pasión (Málaga)
La Archicofradía de la Pasión, cuya denominación oficial y completa es Real, Muy Ilustre y Venerable Archicofradía de Nazarenos del Santísimo Sacramento, Nuestro Padre Jesús de la Pasión y María Santísima del Amor Doloroso, es una cofradía malagueña, miembro de la Agrupación de Cofradías, que participa en la Semana Santa de Málaga.

## Historia
La cofradía fue fundada en 1934 por Rafael Poyato Crespo, Rafael Vila Fresneda y Daniel del Mármol Garcés.
Celebró su primer cabildo constituyente y en el que se aprobaron sus estatutos el 7 de mayo de 1935, quedando admitida en la Agrupación de Cofradías de Semana Santa el 4 de diciembre siguiente.
Se erigió canónicamente en la iglesia parroquial de San Felipe Neri, en enero de 1936, por decreto del Excmo. y Rvdmo. Sr. Obispo, Dr. D. Balbino Santos Olivera. La bendición de la primitiva imagen del Nazareno y la primera salida procesional, el Lunes Santo de 1942, tuvieron lugar en y desde la antigua iglesia de San José, situada en calle Granada, esquina con calle San José, y desaparecida en 1966.
Esta hermandad actualmente es más conocida como Archicofradía Sacramental de Pasión.
El 25 de marzo de 2000, el Nazareno de la Pasión participó en el Vía crucis Jubilar.

## Imágenes
- Nuestro Padre Jesús de la Pasión, es obra del imaginero gaditano Luis Ortega Bru (1976). Simón de Cirine del escultor Darío Fernández Parra (2010).
- María Santísima del Amor Doloroso, es obra anónima del s. XVIII, atribuida a Antonio Asensio de la Cerda (1771) restaurada por Ortega Bru (1977) y JM Miñarro (2018).

## Tronos
El trono del Señor, es obra de Seco Velasco (1946), bajo diseño de Alfonso Grosso. Restaurado y ampliado por Manuel de los Ríos (1992).
El trono de la Virgen está diseñado por Fernando Prini siendo obra de Eduardo Seco Imberg (barras de palio), Cayetano González Gómez (peana, ánforas delanteras y partes del cajillo), Hijos de Juan Fernández (ánforas y candelería) y Manuel de los Ríos (cajillo, faroles y baquetón) (1946-2007). El palio es ochavado, de terciopelo color vino tinto burdeos, bordado en oro, por Fernández y Enríquez (1995-2000) y el manto es de terciopelo del mismo color, bordado en oro por Joaquín Salcedo Canca (2005). Todo el conjunto está realizado en plata de ley excepto la candelería, ánforas y barras de palio.

## Sede
|                                                                |
| Iglesia de los Santos Mártires (1935 - 2020; 2022 - presente). |

|                                            |
| Iglesia de Santiago Apóstol (2020 - 2022). |

## Marchas dedicadas
Banda de Música
- Jesús de la Pasión, Perfecto Artola (1986)
- Virgen del Amor Doloroso, Eloy García (1998)
- Bendita Tú Eres, Raúl Guirado (2004)
- Rosa de Pasión, Raúl Guirado (2005)
- Iubilaeus, Eloy García (2007)
- Pasión, Salvador Vázquez (2014)
- Fons Amoris, José Ramón Valiño (2014)

Cornetas y Tambores
- Tras de ti, Simón, Alberto Zumaquero (2007)
- Jesús, mi Pasión, Francisco Javier González Ríos (2014)

Capilla
- De ceremoniis Aulae, Miguel Pérez (2014)

## Recorrido Oficial
| Predecesor: Ninguna | Orden de entrada en el Recorrido Oficial (Lunes Santo) primer lugar | Sucesor: Hermandad de la Crucifixión (Málaga) [Crucifixión] |